# Йохан Лудвиг I (Насау-Висбаден-Идщайн)
Йохан Лудвиг I фон Насау-Висбаден-Идщайн (на немски: Johann Ludwig I von Nassau-Wiesbaden-Idstein; * 10 април 1567; † 10 юни 1596, Идщайн) е от 1568 г. граф на Насау-Висбаден.

## Произход и смърт
Той е единственото дете на граф Балтазар фон Насау-Идщайн (1520 – 1568) и съпругата му Маргарета фон Изенбург-Бирщайн (1542 – 1613), дъщеря на граф Райнхард фон Изенбург-Бюдинген-Бирщайн и Елизабет фон Валдек-Вилдунген. Внук е на граф Филип I фон Насау-Идщайн (1490 – 1558) и правнук на граф Адолф III фон Насау-Висбаден-Идщайн (1443 – 1511).
Майка му се омъжва втори път на 24 май 1570 г. в Бюдинген за граф Георг I фон Лайнинген-Вестербург (1533 – 1586).
Йохан Лудвиг I умира на 29 години от падане от прозорец на 2 юни 1596 г. в Идщайн. Наследен е от сина му Йохан Лудвиг II.

## Фамилия
Йохан Лудвиг I се жени на 2 декември 1588 г. в Идщайн за графиня Мария фон Насау-Диленбург (* 12 ноември 1568, Диленбург; † 30 април 1632, Детмолд), дъщеря на граф Йохан VI Стари фон Насау-Диленбург (1535 – 1606) и първата му съпруга ландграфиня Елизабет фон Лойхтенберг (1537 – 1579). Те имат децата:
- Маргарета (1589 – 1660), омъжена I. на 30 ноември 1606 г. в Бирщайн за граф Адолф фон Бентхайм-Текленбург (1577 – 1623), II. на 29 юни 1631 г. в Реда за Вилхелм, фрайхер фон Ваниецки († 1644)
- Анна Катарина (1590 – 1622), омъжена на 6 май 1607 г. в Браке за граф Симон VII фон Липе (1587 – 1627)
- Мария Магдалена (1592 – 1654), омъжена на 12 ноември 1609 г. в Бюдинген за граф Волфганг Ернст I фон Изенбург-Бюдинген (1588 – 1635)
- Юлиана (* 7 ноември 159; † 1 юни 1605, Диленбург от едра шарка)
- Йохан Филип (* 26 март 1595; † 29 август 1599, Идщайн)
- Йохан Лудвиг II (* 21 май 1596; † 9 юни 1605, Диленбург от едра шарка)